# XIe législature du Parlement de Catalogne
La XIe législature du Parlement de Catalogne est un cycle parlementaire du Parlement de Catalogne, d'une durée de deux ans, ouvert le 26 octobre 2015 à la suite des élections du 27 septembre précédent et clos le 27 octobre 2017 à la suite de la dissolution du Parlement par le président du gouvernement Mariano Rajoy conformément aux mesures adoptées par le Sénat dans le cadre de l'article 155 de la Constitution espagnole de 1978.

## Bureau du Parlement
| Poste                   | Titulaire                                               | Parti | Parti | Circonscription |
| ----------------------- | ------------------------------------------------------- | ----- | ----- | --------------- |
| Présidente              | Carme Forcadell                                         |       | JxSí  | Barcelone       |
| Premier vice-président  | Lluís Corominas Lluís Guinó i Subirós (25 juillet 2017) |       | JxSí  | Barcelone       |
| Deuxième vice-président | José Maria Espejo-Saavedra Conesa                       |       | C's   | Barcelone       |
| Première secrétaire     | Anna Simó                                               |       | JxSí  | Barcelone       |
| Deuxième secrétaire     | David Pérez Ibáñez                                      |       | PSC   | Barcelone       |
| Troisième secrétaire    | Joan Josep Nuet Pujals                                  |       | CSQP  | Barcelone       |
| Quatrième secrétaire    | Ramona Barrufet i Santacana                             |       | JxSí  | Lérida          |

## Groupes parlementaires
| Nom | Nom                                  | Début | Fin | Président                                 | Porte-parole                                         |
| --- | ------------------------------------ | ----- | --- | ----------------------------------------- | ---------------------------------------------------- |
|     | Groupe Ensemble pour le oui          | 62    | 61  | Jordi Turull Lluís Corominas (25/07/2017) | Marta Rovira                                         |
|     | Groupe Ciudadanos                    | 25    | 25  | Inés Arrimadas                            | Carlos Carrizosa Torres                              |
|     | Groupe socialiste                    | 16    | 16  | Miquel Iceta                              | Eva Granados                                         |
|     | Groupe Catalogne oui c'est possible  | 11    | 11  | Lluís Rabell                              | Joan Coscubiela                                      |
|     | Groupe populaire                     | 11    | 11  | Xavier García Albiol                      | Enric Millo Alejandro Fernández Álvarez (22/11/2016) |
|     | Groupe Candidature d'unité populaire | 10    | 10  | Antonio Baños Mireia Boya (19/01/2016)    | Anna Gabriel                                         |
|     | Groupe mixte                         | 0     | 1   | -                                         | -                                                    |

## Commissions parlementaires
| Commission | Président                                    | Parti | Parti | Circonscription  |
| --- | -------------------------------------------- | ----- | ----- | ---------------- |
| Commissions permanentes législatives                                                                          |                                              |       |       |                  |
| Commission du Gouvernement, de l'Administration publique et de l’Habitat                                      | Joan Garriga Quadres                         | CUP   |       | Barcelone        |
| Commission des Affaires institutionnelles                                                                     | Jean Castel Sucarrat                         | Cs    |       | Gérone           |
| Commission de l'Économie et des Finances                                                                      | Antoni Castellà Clavé                        | JxSí  |       | Barcelone        |
| Commission de l'Action extérieure et de la Coopération, des Relations institutionnelles et de la Transparence | Marta Pascal                                 | JxSí  |       | Barcelone        |
| Commission de l'Enseignement                                                                                  | Rafel Bruguera Batalla                       | PSC   |       | Gérone           |
| Commission de la Santé                                                                                        | Alba Vergés                                  | JxSí  |       | Barcelone        |
| Commission de l'Intérieur                                                                                     | Matías Alonso Ruiz                           | Cs    |       | Tarragone        |
| Commission du Territoire                                                                                      | Meritxell Roigé Pedrola                      | JxSí  |       | Tarragone        |
| Commission de la Culture                                                                                      | Irene Rigau                                  | JxSí  |       | Barcelone        |
| Commission de la Justice                                                                                      | Germà Gordó Lluís Guinó Subirós (07/06/2017) | JxSí  |       | Barcelone Gérone |
| Commission du Travail                                                                                         | Bernat Solé Barril                           | JxSí  |       | Lleida           |
| Commission des Affaires sociales et familiales                                                                | Magda Casamitjana Aguilà                     | JxSí  |       | Barcelone        |
| Commission de l'Entreprise et de la Recherche                                                                 | Hortènsia Grau Juan                          | CSQP  |       | Tarragone        |
| Commission de l'Agriculture, de l'Élevage, de la Pêche et de l'Alimentation                                   | Marisa Xandri Pujol                          | PP    |       | Lleida           |
| Commission de l'Environnement et de la Durabilité                                                             | Germà Bel Queralt                            | JxSí  |       | Tarragone        |
| Commissions permanentes non-législatives                                                                      |                                              |       |       |                  |
| Commission du Règlement                                                                                       | Carme Forcadell                              | JxSí  |       | Barcelone        |
| Commission du Statut des députés                                                                              | Magda Casamitjana Aguilà                     | JxSí  |       | Barcelone        |
| Commission du Statut des députés                                                                              | Jorge Soler González (02/2016)               | Cs    |       | Lleida           |
| Commission des Pétitions                                                                                      | Marc Sanglas Alcantarilla                    | JxSí  |       | Barcelone        |
| Commission des Affaires secrètes et réservées                                                                 | Carme Forcadell                              | JxSí  |       | Barcelone        |

## Gouvernement et opposition
Le candidat à la présidence de la Généralité Carles Puigdemont obtient la confiance du Parlement de Catalogne le 10 janvier 2016 après avoir prononcé son discours d'investiture le jour même. Il obtient le soutien des soixante-deux députés d'Ensemble pour le oui ainsi que huit voix favorables des députés de la Candidature d'unité populaire. Il est nommé le 12 janvier et prend alors possession de ses fonctions.
| Candidat         | Date                                        | Vote       |      |    |     |      |    |     | Résultat |  |  |  |  |  |  |  |  |  |  |  |  |  |  |
| Candidat         | Date                                        | Vote       | JxSí | Cs | PSC | CSQP | PP | CUP | Résultat |  |  |  |  |  |  |  |  |  |  |  |  |  |  |
| Artur Mas (JxSí) | 10 novembre 2015 (majorité absolue requise) | Oui        | 62   |    |     |      |    |     | 62 / 135 |  |  |  |  |  |  |  |  |  |  |  |  |  |  |
| Artur Mas (JxSí) | 10 novembre 2015 (majorité absolue requise) | Non        |      | 25 | 16  | 11   | 11 | 10  | 73 / 135 |  |  |  |  |  |  |  |  |  |  |  |  |  |  |
| Artur Mas (JxSí) | 10 novembre 2015 (majorité absolue requise) | Abstention |      |    |     |      |    |     | 0 / 135  |  |  |  |  |  |  |  |  |  |  |  |  |  |  |
| Artur Mas (JxSí) |                                             |            |      |    |     |      |    |     |          |  |  |  |  |  |  |  |  |  |  |  |  |  |  |
| Artur Mas (JxSí) | 12 novembre 2015 (majorité simple)          | Oui        | 62   |    |     |      |    |     | 62 / 135 |  |  |  |  |  |  |  |  |  |  |  |  |  |  |
| Artur Mas (JxSí) | 12 novembre 2015 (majorité simple)          | Non        |      | 25 | 16  | 11   | 11 | 10  | 73 / 135 |  |  |  |  |  |  |  |  |  |  |  |  |  |  |
| Artur Mas (JxSí) | 12 novembre 2015 (majorité simple)          | Abstention |      |    |     |      |    |     | 0 / 135  |  |  |  |  |  |  |  |  |  |  |  |  |  |  |

| Candidat                 | Date                                       | Vote       |      |    |     |      |    |     | Résultat |
| Candidat                 | Date                                       | Vote       | JxSí | Cs | PSC | CSQP | PP | CUP | Résultat |
| Carles Puigdemont (JxSí) | 10 janvier 2016 (majorité absolue requise) | Oui        | 62   |    |     |      |    | 8   | 70 / 135 |
| Carles Puigdemont (JxSí) | 10 janvier 2016 (majorité absolue requise) | Non        |      | 25 | 16  | 11   | 11 |     | 63 / 135 |
| Carles Puigdemont (JxSí) | 10 janvier 2016 (majorité absolue requise) | Abstention |      |    |     |      |    | 2   | 2 / 135  |

## Gouvernement
Après sa prise de fonctions, Carles Puigdemont nomme treize conseillers.

## Désignations

### Sénateurs
| Parti   | Parti                          | Sénateurs désignés            | Voix |
| ------- | ------------------------------ | ----------------------------- | ---- |
| ERC     |                                | Mirella Cortès i Gès          | 122  |
| ERC     | Bernat Picornell i Grenzner    |                               | 122  |
| CDC     |                                | Elisabeth Abad i Giralt       | 122  |
| CDC     | Josep Lluís Cleries i Gonzàlez |                               | 122  |
| Cs      |                                | Francesc Xavier Alegre Buxeda | 122  |
| PSC     |                                | José Montilla Aguilera        | 122  |
| Podemos |                                | Sara Vilà i Galan             | 122  |
| PP      |                                | Xavier García Albiol          | 122  |

- Désignation : 7 janvier 2016.